# 尼崎市立中央図書館
尼崎市立中央図書館（あまがさきしりつちゅうおうとしょかん）は、兵庫県尼崎市の、尼崎城址公園内にある公立図書館である。
尼崎市内で最も大きな公共図書館で、尼崎市立図書館の本館である。

## 施設

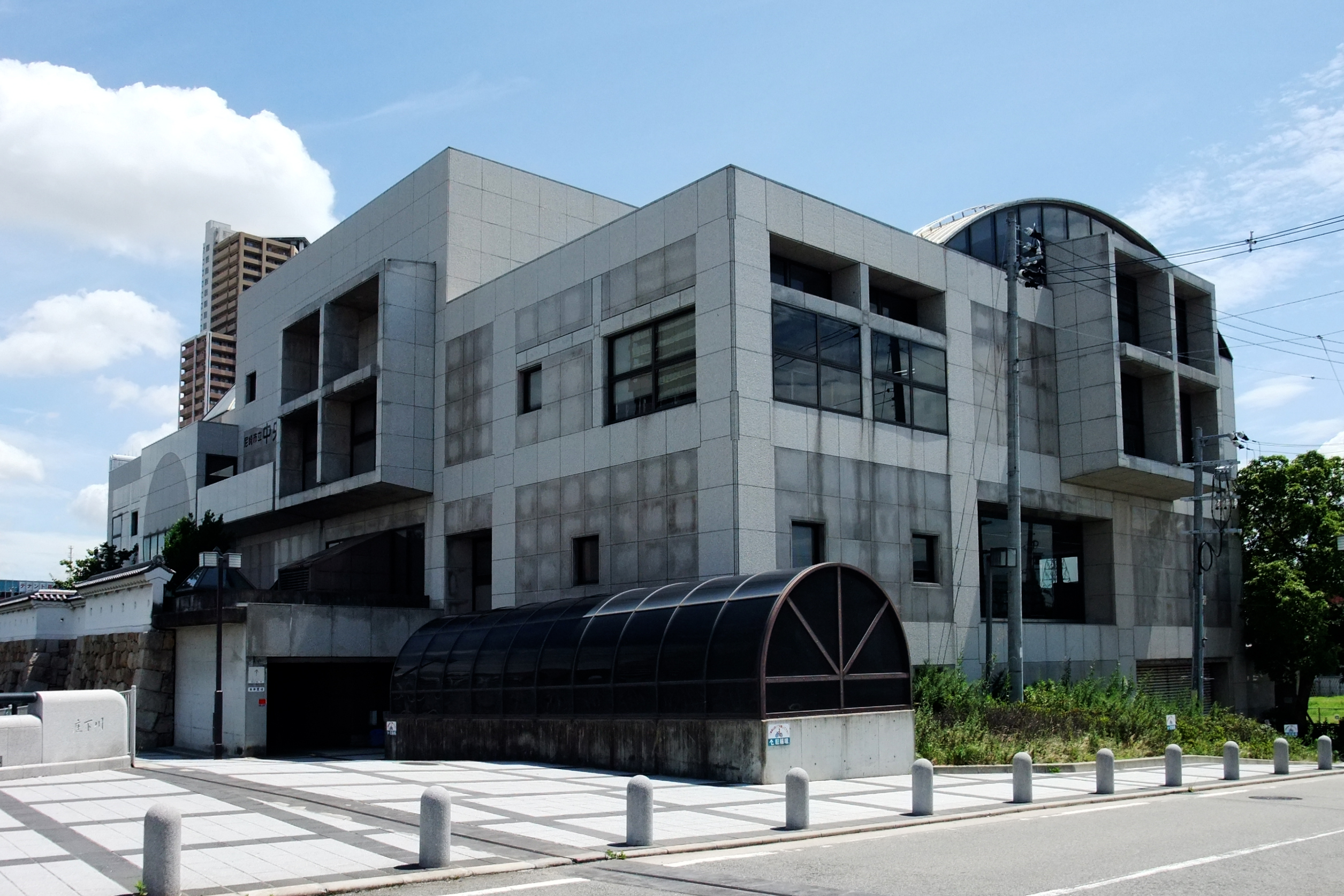
道路側からみた外観

2階
- 正面玄関
- 一般開架室 - 22席
  - ブラウジングコーナー
- 児童開架室 - 36席
  - おはなし室

3階
- レファレンス室
  - 参考図書
  - ＡＶコーナー
- 閲覧室 - 162席
- くつろぎコーナー

1階
- セミナー室 - 120席
- ギャラリー

- 自転車置場 - 約300台収容
  - 単車置場 - 20台収容

## 利用情報
- 開館時間 - 火曜-土曜日 9:00-20:00、日曜日 祝日9:00-17:15
- 休館日 - 月曜日（祝日の時は火曜日）、年末年始、館内整理日（毎月最終木曜日ただし3月、7月、8月は開館）、蔵書点検期間
- 所在地 - 〒660-0826　兵庫県尼崎市北城内27

## 交通アクセス
- 阪神電鉄 尼崎駅下車 徒歩約5分

## 周辺情報
- 契沖生誕の比定地碑 - 図書館敷地内南側（2005年(平成17年)10月、契沖研究会によって建立）。
- 尼崎城復興天守
- 尼崎市役所開明庁舎
- 桜井神社